# Andrew Gower
Andrew Christopher Gower is hoofd ontwikkelaar en medeoprichter van Jagex, een bedrijf dat bekendstaat om de MMORPG Runescape. Gower schreef de eerste versie van het spel op de Universiteit van Cambridge.

## Biografie
Gower wist al snel dat hij computerspellen wilde ontwikkelen, mede door zijn goede kennis van computers. Op de Universiteit van Cambridge begon hij al een aantal simpele spellen te maken, vaak samen met zijn broers Paul en Ian. Hij maakte vooral de graphics en de muziek. In 1995 maakte hij een 3D-platform spel genaamd Parallax Painter voor de Atari ST. Hierna maakte hij in 1996 een 3D First-person shooter genaamd Destruction Imminent voor hetzelfde systeem. Hij begon te programmeren in Java, en maakte een serie Java spellen van 1997 tot 1999, die meestal op de website Games Domain verschenen. Dit waren een aantal single player spellen en een spel genaamd Games Domain Castle dat erg leek op Wolfenstein 3D. Er verschenen ook een aantal simpele multiplayer spellen. Games Domain werd later opgekocht door Yahoo! en is later gesloten. In 1999 maakte hij een iets uitgebreidere RPG, alweer in Java, genaamd DeviousMUD. Dit was de eerdere versie van het nu populaire spel RuneScape. In 2001 maakte hij DeviousMUD opnieuw maar dan onder een andere naam en veel wijzigingen wat nu RuneScape Classic wordt genoemd. Samen met zijn broers Paul Gower heeft Andrew Jagex opgericht, een bedrijf in de ontwikkeling van Java spellen. In 2004 is de engine van het RuneScape Classic herschreven door Jagex en werd het spel grafisch geüpdatet en werd hernoemd als RuneScape 2.
In december 2010 heeft Andrew Gower Jagex verlaten, tijdens 2011 leidde hij nog een aantal kleine dingen binnen Jagex en hielp hij medewerkers van Jagex. Sinds november 2011 wordt Andrew Gower niet meer genoemd in de credits van RuneScape en heeft hij geen aandelen meer binnen Jagex. Sinds het verlaten van Jagex heeft Gower een nieuw bedrijf opgericht in de gaming industrie, Fen Research, waarvan hij 90% van de aandelen bezit.